# Tate (museumgroep)
Tate is de verzamelnaam voor vier musea in Engeland: Tate Britain (1897), Tate Liverpool (1988), Tate St Ives (1993) en Tate Modern (2000). De vier musea hebben een gezamenlijke website, die wordt beheerd door de Board of Trustees of the Tate Gallery (Raad van Toezicht van de Tate Gallery). Tate verleent jaarlijks de Turner Prize aan een Brits beeldend kunstenaar.
De musea zijn vernoemd naar Henry Tate (1819-1899), een door suikerplantages rijk geworden kunstverzamelaar, die geld ter beschikking stelde om een nationaal museum voor Britse kunst te stichten en er ook zijn eigen collectie aan schonk.

## Tate Britain
- Tate Britain, oorspronkelijk de National Gallery of British Art en van 1932 tot 2000 Tate Gallery geheten, opende in 1897. Het gebouw staat op de noordelijke Theemsoever in Londen.

## Tate Liverpool
- Tate Liverpool werd in 1988 gevestigd in een omgebouwd pakhuis in het Albert Dock in Liverpool.

## Tate St Ives
Tate St Ives werd gevestigd in St Ives in Cornwall en opende in 1993. Het Barbara Hepworth Museum and Sculpture Garden in St Ives valt eveneens onder het management.

## Tate Modern
Tate Modern werd op 12 mei 2000 geopend in een elektriciteitscentrale, het Bankside Power Station op de zuidoever van de Theems in Londen.